# Persjarikatan Oelama
Persjarikatan Oelama (Gelehrtenverein bzw. Union der islamischen Religionsgelehrten; engl. Union of Religious Scholars), auch Madjlisoel ‘Ilmi bzw. Persyarikatan Ulama usw., ist eine islamische Organisation in Indonesien. Sie wurde 1911 in West-Java von orthodoxen Religionsgelehrten zum Zweck der Reform gegründet.  1916 eröffnete sie eine Schule und gründete ein Waisenhaus. Die Bewegung engagierte sich in wirtschaftlichen Aktivitäten, wie Druck, Weberei und Landwirtschaft. Der Batik- und Parfümhändler Abdul Halim (1887–1962) war bis zu seinem Tod die zentrale Figur der Organisation. Die Ideen für soziale Reformen brachte Abdul Halim aus Mekka mit. Aus der Organisation ging später die islamische Bewegung Persatuan Ummat Islam (PUI) hervor, der Abdul Halim vorstand. Andere in der Gründungszeit gegründete Bewegungen in Indonesien waren (mit Gründungsjahr): Jami'at Khair (1905), Muhammadiyah (1912) und Al-Irsyad (1913 oder 1914).